# Europa Universalis IV
Europa Universalis IV — компьютерная игра в жанре глобальной стратегии из серии Europa Universalis, разработанная Paradox Development Studio и продаваемая компанией Paradox Interactive. Игра была анонсирована в августе 2012 года, выпущена 13 августа 2013 года. В этой игре игроки могут управлять любой страной, доступной на карте, от позднего Средневековья до окончания раннего Нового времени (С 11 ноября 1444 года, следующего дня, после Битвы под Варной, до 1821 года, года смерти Наполеона), управляя торговлей, дипломатией, войнами, колонизацией и многим другим.
В новой игре была заметно доработана графика, игровая карта стала похожа на ту, которая присутствует в Crusader Kings 2. Примерно раз в неделю выходят «дневники разработчиков». Из них можно узнать о планируемых нововведениях, большинство из «дневников» посвящено отдельным нациям, будь то Британия, Испания или какая-либо другая страна мира.
«Стратегия 2013 года» по версии журнала «Игромания».

## Геймплей
Игра представляет собой интерактивную карту Земли, разделённую на провинции, которые контролируются какой-либо нацией. Каждая из этих провинций вносит свой вклад в государство как положительно, так и отрицательно, поскольку провинции могут одновременно и предоставлять ресурсы (деньги, торговое влияние, рекруты, моряки и т. п.), и служить источником волнений и восстаний. Игровой процесс требует, чтобы игрок руководил государством, находя баланс между армией, дипломатией и экономикой. Игрок делает это, тратя доступные ему ресурсы: престиж, стабильность, золото (дукаты — игровая валюта), рекруты, моряки, легитимность для монархии, республиканские традиции для республики, праведность для теократии, сплочённость для орды (без DLC The Cossacks орды имеют легитимность монархии), меритократия для императора Китая (без DLC Mandate of Heaven таковой формы правления не существует), и власть монарха (административная, дипломатическая, военная).

### Военный аспект
Игроки могут покорить мир с помощью военной мощи, стать колониальной державой, установить торговое господство в качестве одной из более чем 500 различных наций. Игра представляет собой среду «песочницы», и, хотя нет строгих правил в отношении победы в игре, проигрыш происходит, когда нация игрока удаляется с карты или аннексируется другой. Дипломатия является важным аспектом игры, поскольку создание альянсов (или вассальных государств и данников), улучшение отношений и предотвращение военных коалиций имеют важное значение для выживания страны игрока. Шпионаж также может быть применен против неугодных государств, чтобы захватить их территорию, испортить дипломатическую репутацию, оклеветать купцов, сорвать создание армии или спровоцировать мятеж в их провинциях наряду с другими целями. Сражения можно вести как на суше, так и на море, во время которых игра пытается симулировать такие факторы реального мира, как мораль, дисциплина, профессионализм, боевой дух, различные типы юнитов с соответствующими сильными и слабыми сторонами, навыки и умения лидеров, местность и снабжение.

### Религии
Многие основные религии, такие как христианство (католичество, протестантизм, реформатство, англиканство, православие, копты), ислам (суннизм, шиизм, ибадизм), восточные (тхеравада, ваджраяна, махаяна, конфуцианство, синтоизм), дхарма (индуизм, сикхизм), язычество (анимизм, фетишизм, тотемизм, инти, науатль, майя, тенгрианство, скандинавское язычество), иудаизм, зороастризм присутствуют в игре и могут предоставить отличные бонусы своим странам. Игроки могут нанимать миссионеров для смены религии своих провинций или участвовать в политике всеобщей религиозной свободы.

### Технологии
- Административные технологии раскрывают достижения, такие, как повышение интенсивности производства, новые здания и дополнительная ячейка общенациональных идей.
- Дипломатические технологии открывают новый уровень развития военно-морского флота, улучшения в торговле, новые здания и улучшенную колониальную экспансию.
- Военные технологии открывают новые виды войск (юнитов) и возможности армии, увеличивают боевые показатели: боевой дух, мораль, дисциплина и др.

### Фактор случайности
На игровой процесс сильно влияют случайные события (англ. event), которые очень часто появляются за всё время прохождения. События могут быть полезными и вредными. Некоторые из этих случайных событий обусловлены историей отдельной страны, в то время как другие могут относиться к любой стране и в целом служат для атмосферы. К примеру, у игрока, выбравшего страну, у которой государственной культурой является одна из культур «Британской группы» («английская культура» в Англии, «шотландская культура» в Шотландии и «валлийская культура» в Уэльсе на старте игры или же любая из вышеперечисленных «культур» у Великобритании) может отобразиться событие о создании Церкви Англии (DLC «Rule Britannia») — пример события отдельной нации, в то же время может появится событие на увеличение влияния в торговом узле на какой-либо срок — пример события, которое относится ко всем нациям. В монархиях при рождении наследника у него будут случайным образом выбрана мощь административных, дипломатических и военных очков. При завербовке военного лидера (правитель, наследник, генерал, конкистадор, адмирал, исследователь) у него появляются случайные навыки искусства ведения боя, которые со временем могут улучшаться с помощью муштры войска (DLC «Cradle of Civilization») или после сражений.

### Режим игры
Игрок может выбрать или режим одиночной игры, или многопользовательский режим. В первом случае всеми остальными не выбранными государствами управляет искусственный интеллект, во втором — связка ИИ и игроков. В одиночном режиме имеется опция «Ironman», блокирующая свободное управление файлом сохранения и консоль (чит-коды). Это означает, что любые ошибки необратимы. Для того, чтобы получить одно из многочисленных достижений, необходимо выбрать уровень сложности «Нормально» или выше.

## Разработка
Игра была анонсирована в конце 2012 года. В ноябре вышел первый дневник разработчиков, рассказывающий о разработке Europa Universalis IV. Каждую неделю выходит новый дневник разработчиков, в котором последние рассказывают о внесённых в игру изменениях. В конце апреля 2013 года разработчики попросили фанатов помочь им и привлечь своих друзей и получить за это награду, включая доступ в бета-версию игры.

## Основные дополнения
1. Conquest of Paradise — особые механики для коренных жителей Америки и возможность генерации «Случайного Нового Света». Выпущено 11 января 2014 года.
2. Wealth of Nations  — механики каперов, торговых компаний, каналов. Выпущено 29 мая 2014 года.
3. Res Publica  — разнообразные особенности для республик. Выпущено 16 июля 2014 года.
4. Art of War  — расширенные возможности управления вассалами, создания «дочерних держав», войны религиозных лиг, множество военных механик. Выпущено 30 октября 2014 года.
5. El Dorado — уникальные механики для Ацтеков, Майя и Инков, добавляет «конструктор наций» — инструмент, позволяющий игроку создавать собственное государство на карте мира. Выпущено 30 октября 2014 года.
6. Common Sense  — особые механики ранга держав, особенности для буддистской и протестантской религий, различных форм правления. Выпущено 9 июня 2015 года.
7. The Cossacks  — особые сословия для государств Индийского субконтинента, механики для кочевых орд и Тенгрианства, новые дипломатические возможности, уникальное казацкое правительство. Выпущено 1 декабря 2015 года.
8. Mare Nostrum  — механики торговых лиг, морских миссий, кондотьеров, а также новые возможности для шпионажа. Выпущено 5 апреля 2016 года.
9. Rights of Man  — система великих держав, добавлены особые механики для Османской империи, миафизитской и фетишистской религий, великих держав. Выпущено 11 октября 2016 года.
10. Mandate of Heaven  — механика небесного мандата, великих держав, новые механики для Конфуцианства и Синтоизма, а также многое другое. Выпущено 6 апреля 2017 года.
11. Third Rome  — особые механики для русских княжеств, православия. Выпущено 14 июня 2017 года.
12. Cradle of Civilization  — особые государственные реформы и механики для мусульманских государств, особые возможности для исламской религии, механику муштры. Выпущено 16 ноября 2017 года.
13. Rule Britannia  — особые механики для государств Британских островов, возможность распространения знаний. Выпущено 20 марта 2018 года.
14. Dharma  — механика государственных реформ, центров торговли, чартерных компаний, особый возможности для государств полуострова Индостан. Выпущено 6 сентября 2018 года.
15. Golden Century — особые возможности для государств Иберийского полуострова, механики орденов и выселения меньшинств, возможность построить флагман. Выпущено 11 декабря 2018 года.
16. Emperor — расширенные механики революций, особенности для гуситской и католической религий, механики Священной Римской империи огромное количество миссий для различных стран Европы и многое другое. Выпущено 9 июня 2020 года.
17. Leviathan — новые инструменты утверждения власти в своём государстве. Новые дипломатические действия дают возможность пойти против более могущественных противников, а экономические нововведения позволят создать богатые вассальные империи, помогающие вашей столице развиваться и процветать. Выпущено 27 апреля 2021 года.
18. Origins — новые задания и события для стран Африки. Выпущено 11 ноября 2021 года.
19. Lions of the North — новые цепочки миссий и варианты развития для стран Балтийского моря. Выпущено 13 сентября 2022 года.
20. Domination — империи раннего Нового времени, новые деревья миссий, реформы, система управления поместьями и события. Выпущено 18 апреля 2023 года.

## Отзывы
| Сводный рейтинг       | Сводный рейтинг |
| Агрегатор             | Оценка          |
| --------------------- | --------------- |
| GameRankings          | 84,72 %         |
| Metacritic            | 87/100          |
| Иноязычные издания    |                 |
| Издание               | Оценка          |
| GameSpot              | 90/100          |
| IGN                   | 89/100          |
| PC Gamer (US)         | 91/100          |
| Русскоязычные издания |                 |
| Издание               | Оценка          |
| PlayGround.ru         | 9/10            |
| Riot Pixels           | 95/100          |

Портал «Игромания.ру» назвал Europa Universalis IV «Стратегией года» (2013). 
Летом 2018 года, благодаря уязвимости в защите Steam Web API, стало известно, что точное количество пользователей сервиса Steam, которые играли в игру хотя бы один раз, составляет 1 983 657 человек.

## Системные требования
| Windows           | Windows                                                        | Windows                                                |
| ----------------- | -------------------------------------------------------------- | ------------------------------------------------------ |
| Минимальные       | Минимальные                                                    | Рекомендуемые                                          |
| Система           | Windows 7 / Windows 8 64-бит (с 1.29 Manchu)                   | Windows 7 / Windows 8 64-разрядная версия системы      |
| Процессор         | Intel Pentium 4 (2,4 ГГц) / AMD 3500+                          | Intel Pentium 4 (2,4 ГГц) / AMD 3500+                  |
| RAM               | 4 ГБ                                                           | 8 ГБ                                                   |
| Видеокарта        | 512 МБ Nvidia GeForce 8800 / 512 МБ ATI Radeon x1900           | 1024 МБ Nvidia GeForce 8800 / 1024 МБ ATI Radeon x1900 |
| Место на диске    | 6 ГБ свободного места                                          | 6 ГБ свободного места                                  |
| Управление        | Мышь или тачпад (трекпад), клавиатура                          | Мышь или тачпад (трекпад), клавиатура                  |
| Другие требования | Доступ в Интернет для многопользовательской игры, DirectX 9.0c | Доступ в Интернет для сетевой игры, DirectX 9.0c       |

| macOS             | macOS                                                    | macOS                                                    |
| ----------------- | -------------------------------------------------------- | -------------------------------------------------------- |
| Минимальные       | Минимальные                                              | Рекомендуемые                                            |
| Система           | OS X El Capitan (10.11)                                  | macOS High Sierra (10.13)                                |
| Процессор         | Intel Core Duo (2 ГГц или лучше)                         | Intel Core Duo (2 ГГц или лучше)                         |
| RAM               | 4 ГБ                                                     | 8 ГБ                                                     |
| Видеокарта        | 1024 МБ ATI Radeon HD 6750 / 1024 МБ NVIDIA GeForce 320  | 1024 МБ ATI Radeon HD 6750 / 1024 МБ NVIDIA GeForce 320  |
| Место на диске    | 6 ГБ                                                     | 6 ГБ                                                     |
| Управление        | Мышь или тачпад (трекпад), клавиатура                    | Мышь или тачпад (трекпад), клавиатура                    |
| Другие требования | Доступ в Интернет для сетевой игры, GLSL 1.3, OpenGL 2.1 | Доступ в Интернет для сетевой игры, GLSL 1.3, OpenGL 2.1 |

| Linux             | Linux                                                    | Linux                                                    |
| ----------------- | -------------------------------------------------------- | -------------------------------------------------------- |
| Минимальные       | Минимальные                                              | Рекомендуемые                                            |
| Система           | Ubuntu 16.04 LTS                                         | Ubuntu 16.04 LTS                                         |
| Процессор         | Intel Core Duo (2 ГГц или лучше)                         | Intel Core Duo (2 ГГц или лучше)                         |
| RAM               | 4 ГБ                                                     | 8 ГБ                                                     |
| Видеокарта        | 1024 МБ ATI Radeon HD 6750 / 1024 МБ NVIDIA GeForce 320  | 1024 МБ ATI Radeon HD 6750 / 1024 МБ NVIDIA GeForce 320  |
| Место на диске    | 6 ГБ                                                     | 6 ГБ                                                     |
| Управление        | Мышь или тачпад (трекпад), клавиатура                    | Мышь или тачпад (трекпад), клавиатура                    |
| Другие требования | Доступ в Интернет для сетевой игры, GLSL 1.3, OpenGL 2.1 | Доступ в Интернет для сетевой игры, GLSL 1.3, OpenGL 2.1 |

### Комментарии
1. ↑  В 1444 году (начало игры) императором Китая является Мин, в сценариях начиная от середины первой половины XVII века её место заменяет Цин